# 주정 (후한)
주정(周旌, ? ~ ?)은 중국 후한 말기 반역자로, 패국 사람이다.

## 생애
왕분·허유와 함께 영제를 폐위하고 합비후(合肥侯)를 옹립할 것을 모의하였다.
어느 날, 영제가 하간으로 순행을 나서려 하였다. 왕분은 이를 기회로 여기고, 흑산적이 약탈을 일삼으니 군사를 일으키는 것을 허락할 것을 요청하는 상소를 올렸다. 때마침 북쪽에 붉은 기운이 드리워졌고, 태사(太史)가 영제에게 말하였다.
| “ | 이는 무언가 음모가 있다는 뜻이니, 북쪽으로 가셔서는 안 됩니다. | ” |

곧바로 영제는 왕분으로 하여금 군세를 물리도록 하고 그를 소환하였다. 이를 두려워한 왕분은 기주자사 인수(印綬)를 버리고 피신하였고, 평원에서 스스로 목숨을 끊었다.

## 출전
- 진수, 《삼국지》 권1 무제기